# 세르게이 벨로글라조프
세르게이 알렉세예비치 벨로글라조프(러시아어: Серге́й Алексе́евич Белогла́зов, 1956년 9월 16일~)는 소련의 레슬링 선수, 러시아의 레슬링 감독이다. 1980년과 1988년 하계 올림픽 남자 자유형 밴텀급 금메달을 획득했고 세계 레슬링 선수권 대회에서 6회, 유럽 레슬링 선수권 대회에서 5회 우승했다. 1988년 올림픽 이후에 은퇴했으며, 은퇴 후에는 미국과 일본, 싱가포르 레슬링 대표팀과 CSKA 모스크바 레슬링팀 감독을 맡았다.
쌍둥이 형제인 아나톨리도 소련 레슬링 국가대표로 활동하였으며 마찬가지로 올림픽, 세계 선수권 대회, 유럽 선수권 대회에서 우승했다. 벨로글라조프 형제는 미국의 데이브와 마크 슐츠 형제와 함께 레슬링 국제 대회에서 가장 큰 성과를 낸 쌍둥이 형제로 간주된다.